# Liste der Flaggen deutscher Länder
In dieser Liste der Flaggen deutscher Länder finden sich alle Flaggen der deutschen Länder in alphabetischer Reihenfolge.

## Allgemeines
In einigen Ländern wird zwischen Landesflaggen und Dienstflaggen unterschieden. Letztere dürfen ausschließlich von den entsprechenden Landesbehörden gehisst werden, was auch für die Landeswappen gilt. Das Darstellen der Dienstflaggen und Wappen im Rahmen eines enzyklopädischen Werks ist jedoch erlaubt.
Bayern besitzt keine Dienstflagge, aber zwei Staatsflaggen, die in der Landesverfassung gleichwertig aufgeführt sind. Es kommt zwar häufig vor, dass man eine bayerische Streifen- oder Rautenmusterflagge mit Staatswappen sieht; jedoch ist dies keine offizielle bayerische Flagge.
Bremen besitzt drei Landesflaggen, wobei die Behörden sie mit mittlerem oder Flaggenwappen führen (diese beide Flaggen sind gleichberechtigt und unterscheiden sich nur durch die Zahl der Streifen), während die Bürger alle drei Landesflaggen verwenden dürfen.
In Deutschland sind neben den hier gezeigten querrechteckigen Flaggen sehr häufig auch hochrechteckige Flaggenvarianten (Hängefahnen, Banner, Knatterflaggen) in Gebrauch, insbesondere in den Binnenländern.

## Flaggen der Länder
Bei der Blasonierung muss beachtet werden, dass aus Sicht des Wappenträgers beschrieben wird. Aus Sicht des Betrachters erscheinen daher links und rechts vertauscht.
| Land                         | Flagge | Kommentare |
| ---------------------------- | --- | --- |
| Land Baden-Württemberg       | Landesflagge 3:5 | „Die Landesfarben sind Schwarz-Gold.“ „Das Wappen des Landes Baden-Württemberg zeigt im goldenen Schild drei schreitende schwarze Löwen mit roten Zungen. Es wird als großes und als kleines Landeswappen geführt. Im großen Landeswappen ruht auf dem Schild eine Krone mit Plaketten der historischen Wappen von Baden, Württemberg, Hohenzollern, Kurpfalz, Franken und Vorderösterreich. Der Schild wird von einem goldenen Hirsch und einem goldenen Greif, die rot bewehrt sind, gehalten. Im kleinen Landeswappen ruht auf dem Schild eine Blattkrone (Volkskrone).“ „Die wappenführenden Stellen, mit Ausnahme der nichtbeamteten Notare, sind berechtigt, auf der Landesflagge, die aus einem oberen schwarzen und einem unteren goldfarbenen Querstreifen besteht, das von ihnen zu führende Landeswappen zu zeigen (Landesdienstflagge). Die Höhe des Flaggentuchs, verhält sich zu seiner Länge wie 3 zu 5. Die Landesdienstflagge kann auch die Form einer Hängefahne oder eines Banners haben.“ […] „Für die Gestaltung der Landesdienstflagge sind die Muster 7 bis 12 maßgebend.“ |
| Land Baden-Württemberg       | Landesdienstflagge mit großem Landeswappen 3:5 mit kleinem Landeswappen 3:5                                                             | „Die Landesfarben sind Schwarz-Gold.“ „Das Wappen des Landes Baden-Württemberg zeigt im goldenen Schild drei schreitende schwarze Löwen mit roten Zungen. Es wird als großes und als kleines Landeswappen geführt. Im großen Landeswappen ruht auf dem Schild eine Krone mit Plaketten der historischen Wappen von Baden, Württemberg, Hohenzollern, Kurpfalz, Franken und Vorderösterreich. Der Schild wird von einem goldenen Hirsch und einem goldenen Greif, die rot bewehrt sind, gehalten. Im kleinen Landeswappen ruht auf dem Schild eine Blattkrone (Volkskrone).“ „Die wappenführenden Stellen, mit Ausnahme der nichtbeamteten Notare, sind berechtigt, auf der Landesflagge, die aus einem oberen schwarzen und einem unteren goldfarbenen Querstreifen besteht, das von ihnen zu führende Landeswappen zu zeigen (Landesdienstflagge). Die Höhe des Flaggentuchs, verhält sich zu seiner Länge wie 3 zu 5. Die Landesdienstflagge kann auch die Form einer Hängefahne oder eines Banners haben.“ […] „Für die Gestaltung der Landesdienstflagge sind die Muster 7 bis 12 maßgebend.“ |
| Freistaat Bayern             | Landesflagge, offiziell Staatsflagge genannt als Streifenflagge 3:5 als Rautenflagge, 3:5 auch Traditionsflagge des Königreiches Bayern | „Die Landesfarben sind Weiß und Blau.“ „Bayerische Staatsflagge ist die Streifenflagge oder die Rautenflagge. Die Streifenflagge besteht aus zwei gleich breiten Querstreifen in den Landesfarben, oben weiß, unten blau. Die Grundform der Rautenflagge enthält 21 weiße und blaue Rauten (Wecken), wobei die von den Rändern angeschnittenen Rauten mitgezählt werden. Bei langen und schmalen Flaggen kann sich die Anzahl der Rauten erhöhen. In jedem Fall ist aber die rechte obere Ecke des Flaggentuchs für eine angeschnittene weiße Raute bestimmt.“ Der Freistaat Bayern führt keine eigene Dienstflagge, sondern benutzt stattdessen die Staatsflagge in ihren beiden Varianten. |
| Land Berlin                  | Landesflagge 3:5 | „Berlin führt Flagge, Wappen und Siegel mit dem Bären, die Flagge mit den Farben Weiß-Rot.“ „Das Landeswappen zeigt in silbernem Schilde einen aufgerichteten schwarzen Bären mit roter Zunge und roten Krallen. Auf dem Schild ruht eine goldene, fünfblätterige Laubkrone, deren Stirnreif aus Mauerwerk mit einem Tor in der Mitte ausgestattet ist.“ […] „Die Landesflagge zeigt die Farben Rot-Weiß-Rot in drei Längsstreifen. Die beiden äußeren Streifen nehmen je ein Fünftel, der mittlere Streifen nimmt drei Fünftel der Flaggenbreite ein. Der mittlere Streifen ist mit der etwas nach der Stange hin verschobenen Wappenfigur (ohne Schildumrahmung) belegt. Die Landesflagge kann auch die Form eines Banners haben.“ Das Land Berlin führt seit 2007 keine eigene Dienstflagge mehr. Anstelle dessen benutzt es dafür die Landesflagge. |
| Land Brandenburg             | Landes- und Dienstflagge 3:5 | „Die Landesfarben sind rot und weiß. Das Landeswappen ist der rote märkische Adler auf weißem Feld.“ „Die Landesfarben sind Rot-Weiß.“ „Das Landeswappen zeigt auf einem Schild in Weiß (Silber) einen nach rechts blickenden, mit goldenen Kleestengeln auf den Flügeln gezierten und gold bewehrten roten Adler.“ […] „Die Landesflagge besteht aus zwei gleich breiten Querstreifen in den Landesfarben - oben rot, unten weiß - und trägt in der Mitte das Landeswappen. Das Verhältnis der Höhe zur Länge des Fahnentuchs ist wie drei zu fünf.“ |
| Freie Hansestadt Bremen      | Staatsflagge ohne Wappen 2:3 | „Die Freie Hansestadt Bremen führt ihre bisherigen Wappen und Flaggen.“ § 1 „Das große bremische Wappen wird gebildet durch einen schräg nach rechts aufgerichteten, mit dem Barte linkshin gewandten silbernen Schlüssel gotischer Form in einem roten Schilde. Auf dem Schilde ruht eine goldene Krone, welche über dem mit Edelsteinen geschmückten Reife fünf (sichtbare) Zinken in Blattform zeigt. Der Schild ruht auf einer Konsole oder auf einem bandartigen Fußgestell und wird von zwei aufgerichteten rückwärts schauenden Löwen mit den Vorderpranken gehalten. Das mittlere Wappen wird gebildet durch den gleichen Schlüssel im roten, mit der goldenen Krone gekrönten Schilde. Das kleine Wappen wird lediglich durch den gleichen Schlüssel ohne Schild gebildet.“ […] § 6 „Die Staatsflagge ist von Rot und Weiß mindestens achtmal gestreift und längs des Flaggenstocks mit der den Streifen entsprechenden Zahl abwechselnd roter und weißer Würfel in zwei Reihen gesäumt. Die Zahl der roten und die der weißen Streifen soll stets eine gerade sein. In der Mitte hat die Flagge ein viereckiges weißes Feld, in welchem, falls sie mindestens zwölfmal gestreift ist, das in § 1 geschilderte große Wappen dargestellt ist, jedoch mit der Abänderung, daß an Stelle der Krone ein gekrönter Helm mit rot und weißer Helmdecke tritt; die Helmzier bildet ein nach rechts gewandter wachsender Löwe, der mit den Pranken den Wappenschlüssel, den Bart nach links gekehrt, senkrecht hält. Wenn die Flagge nur achtmal gestreift ist, so erhält das Mittelfeld das in § 1 geschilderte mittlere Wappen.“ Die im öffentlichen Dienst des Landes Bremen stehenden See- und Binnenschiffe und die öffentlichen Gebäude des Landes Bremen, die den Zwecken der Schiffahrt dienen, wie Hafenverwaltungsgebäude, Seemannsämter, Seefahrtschulen und die Molenköpfe der Hafeneinfahrten, führen neben der Bundesflagge die Landesdienstflagge der bremischen Schiffahrt (Landesdienstflagge). |
| Freie Hansestadt Bremen      | mit mittlerem Wappen 2:3 | „Die Freie Hansestadt Bremen führt ihre bisherigen Wappen und Flaggen.“ § 1 „Das große bremische Wappen wird gebildet durch einen schräg nach rechts aufgerichteten, mit dem Barte linkshin gewandten silbernen Schlüssel gotischer Form in einem roten Schilde. Auf dem Schilde ruht eine goldene Krone, welche über dem mit Edelsteinen geschmückten Reife fünf (sichtbare) Zinken in Blattform zeigt. Der Schild ruht auf einer Konsole oder auf einem bandartigen Fußgestell und wird von zwei aufgerichteten rückwärts schauenden Löwen mit den Vorderpranken gehalten. Das mittlere Wappen wird gebildet durch den gleichen Schlüssel im roten, mit der goldenen Krone gekrönten Schilde. Das kleine Wappen wird lediglich durch den gleichen Schlüssel ohne Schild gebildet.“ […] § 6 „Die Staatsflagge ist von Rot und Weiß mindestens achtmal gestreift und längs des Flaggenstocks mit der den Streifen entsprechenden Zahl abwechselnd roter und weißer Würfel in zwei Reihen gesäumt. Die Zahl der roten und die der weißen Streifen soll stets eine gerade sein. In der Mitte hat die Flagge ein viereckiges weißes Feld, in welchem, falls sie mindestens zwölfmal gestreift ist, das in § 1 geschilderte große Wappen dargestellt ist, jedoch mit der Abänderung, daß an Stelle der Krone ein gekrönter Helm mit rot und weißer Helmdecke tritt; die Helmzier bildet ein nach rechts gewandter wachsender Löwe, der mit den Pranken den Wappenschlüssel, den Bart nach links gekehrt, senkrecht hält. Wenn die Flagge nur achtmal gestreift ist, so erhält das Mittelfeld das in § 1 geschilderte mittlere Wappen.“ Die im öffentlichen Dienst des Landes Bremen stehenden See- und Binnenschiffe und die öffentlichen Gebäude des Landes Bremen, die den Zwecken der Schiffahrt dienen, wie Hafenverwaltungsgebäude, Seemannsämter, Seefahrtschulen und die Molenköpfe der Hafeneinfahrten, führen neben der Bundesflagge die Landesdienstflagge der bremischen Schiffahrt (Landesdienstflagge). |
| Freie Hansestadt Bremen      | mit Flaggenwappen 2:3 | „Die Freie Hansestadt Bremen führt ihre bisherigen Wappen und Flaggen.“ § 1 „Das große bremische Wappen wird gebildet durch einen schräg nach rechts aufgerichteten, mit dem Barte linkshin gewandten silbernen Schlüssel gotischer Form in einem roten Schilde. Auf dem Schilde ruht eine goldene Krone, welche über dem mit Edelsteinen geschmückten Reife fünf (sichtbare) Zinken in Blattform zeigt. Der Schild ruht auf einer Konsole oder auf einem bandartigen Fußgestell und wird von zwei aufgerichteten rückwärts schauenden Löwen mit den Vorderpranken gehalten. Das mittlere Wappen wird gebildet durch den gleichen Schlüssel im roten, mit der goldenen Krone gekrönten Schilde. Das kleine Wappen wird lediglich durch den gleichen Schlüssel ohne Schild gebildet.“ […] § 6 „Die Staatsflagge ist von Rot und Weiß mindestens achtmal gestreift und längs des Flaggenstocks mit der den Streifen entsprechenden Zahl abwechselnd roter und weißer Würfel in zwei Reihen gesäumt. Die Zahl der roten und die der weißen Streifen soll stets eine gerade sein. In der Mitte hat die Flagge ein viereckiges weißes Feld, in welchem, falls sie mindestens zwölfmal gestreift ist, das in § 1 geschilderte große Wappen dargestellt ist, jedoch mit der Abänderung, daß an Stelle der Krone ein gekrönter Helm mit rot und weißer Helmdecke tritt; die Helmzier bildet ein nach rechts gewandter wachsender Löwe, der mit den Pranken den Wappenschlüssel, den Bart nach links gekehrt, senkrecht hält. Wenn die Flagge nur achtmal gestreift ist, so erhält das Mittelfeld das in § 1 geschilderte mittlere Wappen.“ Die im öffentlichen Dienst des Landes Bremen stehenden See- und Binnenschiffe und die öffentlichen Gebäude des Landes Bremen, die den Zwecken der Schiffahrt dienen, wie Hafenverwaltungsgebäude, Seemannsämter, Seefahrtschulen und die Molenköpfe der Hafeneinfahrten, führen neben der Bundesflagge die Landesdienstflagge der bremischen Schiffahrt (Landesdienstflagge). |
| Freie Hansestadt Bremen      | Landesdienstflagge der bremischen Schiffahrt 2:3                                                                                        | „Die Freie Hansestadt Bremen führt ihre bisherigen Wappen und Flaggen.“ § 1 „Das große bremische Wappen wird gebildet durch einen schräg nach rechts aufgerichteten, mit dem Barte linkshin gewandten silbernen Schlüssel gotischer Form in einem roten Schilde. Auf dem Schilde ruht eine goldene Krone, welche über dem mit Edelsteinen geschmückten Reife fünf (sichtbare) Zinken in Blattform zeigt. Der Schild ruht auf einer Konsole oder auf einem bandartigen Fußgestell und wird von zwei aufgerichteten rückwärts schauenden Löwen mit den Vorderpranken gehalten. Das mittlere Wappen wird gebildet durch den gleichen Schlüssel im roten, mit der goldenen Krone gekrönten Schilde. Das kleine Wappen wird lediglich durch den gleichen Schlüssel ohne Schild gebildet.“ […] § 6 „Die Staatsflagge ist von Rot und Weiß mindestens achtmal gestreift und längs des Flaggenstocks mit der den Streifen entsprechenden Zahl abwechselnd roter und weißer Würfel in zwei Reihen gesäumt. Die Zahl der roten und die der weißen Streifen soll stets eine gerade sein. In der Mitte hat die Flagge ein viereckiges weißes Feld, in welchem, falls sie mindestens zwölfmal gestreift ist, das in § 1 geschilderte große Wappen dargestellt ist, jedoch mit der Abänderung, daß an Stelle der Krone ein gekrönter Helm mit rot und weißer Helmdecke tritt; die Helmzier bildet ein nach rechts gewandter wachsender Löwe, der mit den Pranken den Wappenschlüssel, den Bart nach links gekehrt, senkrecht hält. Wenn die Flagge nur achtmal gestreift ist, so erhält das Mittelfeld das in § 1 geschilderte mittlere Wappen.“ Die im öffentlichen Dienst des Landes Bremen stehenden See- und Binnenschiffe und die öffentlichen Gebäude des Landes Bremen, die den Zwecken der Schiffahrt dienen, wie Hafenverwaltungsgebäude, Seemannsämter, Seefahrtschulen und die Molenköpfe der Hafeneinfahrten, führen neben der Bundesflagge die Landesdienstflagge der bremischen Schiffahrt (Landesdienstflagge). |
| Freie und Hansestadt Hamburg | Landes- und Dienstflagge 2:3 | „Die Landesfarben sind weiß-rot. Das Landeswappen zeigt auf rotem Schild die weiße dreitürmige Burg mit geschlossenem Tor. Die Landesflagge trägt die weiße Burg des Landeswappens auf rotem Grund.“ |
| Freie und Hansestadt Hamburg | Staatsflagge Flagge des Senats in seiner Eigenschaft als Staatsoberhaupt 3:5                                                            | Die 1897 geschaffene Staatsflagge zeigt „in der Mitte der roten Flagge ein viereckiges weißes Feld […], in welchem das große Staatswappen dargestellt ist.“ |
| Freie und Hansestadt Hamburg | Admiralitätsflagge 3:5 | Eine Hamburger Flagge mit einem unter dem Burgtor liegenden blauen Anker mit gelbem Querstock. Die Admiralitätsflagge wird auf den Hamburger Dienstbooten, z. B. als Gösch auf den Polizeibooten, geführt und auf öffentlichen Gebäuden gesetzt, die hauptsächlich der Seeschifffahrt dienen. |
| Land Hessen                  | Landesflagge 3:5 | „Die Landesfarben sind rot - weiß.“ „Das Landeswappen zeigt im blauen Schilde einen neunmal silbern und rot geteilten steigenden Löwen mit goldenen Krallen. Auf dem Schilde ruht ein Gewinde aus goldenem Laubwerk mit von blauen Perlen gebildeten Früchten.“ „Die Landesflagge besteht aus einem oberen roten und einem unteren weißen Querstreifen; die Höhe der Flagge verhält sich zu ihrer Länge wie 3 : 5. Die Landesflagge ist zugleich Handelsflagge. Die Landesdienstflagge ist die Landesflagge, die in der Mitte das Landeswappen zeigt.“ |
| Land Hessen                  | Dienstflagge 3:5 | „Die Landesfarben sind rot - weiß.“ „Das Landeswappen zeigt im blauen Schilde einen neunmal silbern und rot geteilten steigenden Löwen mit goldenen Krallen. Auf dem Schilde ruht ein Gewinde aus goldenem Laubwerk mit von blauen Perlen gebildeten Früchten.“ „Die Landesflagge besteht aus einem oberen roten und einem unteren weißen Querstreifen; die Höhe der Flagge verhält sich zu ihrer Länge wie 3 : 5. Die Landesflagge ist zugleich Handelsflagge. Die Landesdienstflagge ist die Landesflagge, die in der Mitte das Landeswappen zeigt.“ |
| Land Mecklenburg-Vorpommern  | Landesflagge 3:5 | „Die Landesfarben sind blau, weiß, gelb und rot. Das Nähere über Landesfarben und Landeswappen sowie deren Gebrauch regelt das Gesetz.“ „Die Farben des Landes Mecklenburg-Vorpommern sind Ultramarinblau-Weiß-Gelb-Weiß-Zinnoberrot. Die Flagge ist längsgestreift. Für die Einzelheiten der Gestaltung ist das Muster 1 maßgebend. Die Dienstflagge zeigt in den beiden weißen Feldern die Wappenbilder von Mecklenburg und, in Kennzeichnung des Landesteils Vorpommern, von Pommern ohne Schilde nebeneinander. Der gelbe Streifen ist dafür unterbrochen. Für Einzelheiten der Gestaltung ist Muster 2 der Anlage maßgebend. Wird die Dienstflagge als Banner- oder Hängefahne in Hochformat gesetzt, zeigt sie die beiden Wappenbilder übereinanderstehend, oben das Wappenbild Mecklenburgs und darunter das Wappenbild Vorpommerns.“ |
| Land Mecklenburg-Vorpommern  | Dienstflagge 3:5 | „Die Landesfarben sind blau, weiß, gelb und rot. Das Nähere über Landesfarben und Landeswappen sowie deren Gebrauch regelt das Gesetz.“ „Die Farben des Landes Mecklenburg-Vorpommern sind Ultramarinblau-Weiß-Gelb-Weiß-Zinnoberrot. Die Flagge ist längsgestreift. Für die Einzelheiten der Gestaltung ist das Muster 1 maßgebend. Die Dienstflagge zeigt in den beiden weißen Feldern die Wappenbilder von Mecklenburg und, in Kennzeichnung des Landesteils Vorpommern, von Pommern ohne Schilde nebeneinander. Der gelbe Streifen ist dafür unterbrochen. Für Einzelheiten der Gestaltung ist Muster 2 der Anlage maßgebend. Wird die Dienstflagge als Banner- oder Hängefahne in Hochformat gesetzt, zeigt sie die beiden Wappenbilder übereinanderstehend, oben das Wappenbild Mecklenburgs und darunter das Wappenbild Vorpommerns.“ |
| Land Niedersachsen           | Landes- und Dienstflagge 2:3 | „Niedersachsen führt als Wappen das weiße Roß im roten Felde und in der Flagge die Farben Schwarz-Rot-Gold mit dem Landeswappen. Das Nähere bestimmt ein Gesetz.“ „Das Land führt als Landeswappen einen Halbrundschild mit einem springenden weißen Ross (Wappentier) im roten Feld gemäß Anlage 1.“ […] „Das Land führt in der Landesflagge die Landesfarben Schwarz-Rot-Gold mit dem Landeswappen gemäß der Anlage 2.“ „Die im öffentlichen Dienst des Landes stehenden Fahrzeuge zur See und auf Binnengewässern führen als Dienstflagge die Landesflagge in der Form des Doppelstanders.“ |
| Land Niedersachsen           | Dienstflagge zur See 2:3 | „Niedersachsen führt als Wappen das weiße Roß im roten Felde und in der Flagge die Farben Schwarz-Rot-Gold mit dem Landeswappen. Das Nähere bestimmt ein Gesetz.“ „Das Land führt als Landeswappen einen Halbrundschild mit einem springenden weißen Ross (Wappentier) im roten Feld gemäß Anlage 1.“ […] „Das Land führt in der Landesflagge die Landesfarben Schwarz-Rot-Gold mit dem Landeswappen gemäß der Anlage 2.“ „Die im öffentlichen Dienst des Landes stehenden Fahrzeuge zur See und auf Binnengewässern führen als Dienstflagge die Landesflagge in der Form des Doppelstanders.“ |
| Land Nordrhein-Westfalen     | Landesflagge 3:5 | „Die Landesfarben und das Landeswappen werden durch Gesetz bestimmt.“ „Die Landesfarben sind Grün-Weiß-Rot.“ „Das Landeswappen zeigt in gespaltenem Schild vorne in grünem Feld einen linksschrägen silbernen Wellenbalken, hinten im roten Feld ein springendes silbernes Roß und unten in einer eingebogenen silbernen Spitze eine rote Rose mit goldenen Butzen und goldenen Kelchblättern.“ „Die Landesflagge besteht aus drei gleich breiten Querstreifen, oben grün, in der Mitte weiß, unten rot. Das Verhältnis der Höhe zur Länge des Fahnentuches ist wie drei zu fünf.“ „Die Dienstflagge der Landesbehörden ist die Landesflagge, die in der Mitte, etwas nach der Stange hin verschoben, in den grünen und roten Streifen je bis zu einem Fünftel übergreifend, das Landeswappen zeigt.“ |
| Land Nordrhein-Westfalen     | Dienstflagge 3:5 | „Die Landesfarben und das Landeswappen werden durch Gesetz bestimmt.“ „Die Landesfarben sind Grün-Weiß-Rot.“ „Das Landeswappen zeigt in gespaltenem Schild vorne in grünem Feld einen linksschrägen silbernen Wellenbalken, hinten im roten Feld ein springendes silbernes Roß und unten in einer eingebogenen silbernen Spitze eine rote Rose mit goldenen Butzen und goldenen Kelchblättern.“ „Die Landesflagge besteht aus drei gleich breiten Querstreifen, oben grün, in der Mitte weiß, unten rot. Das Verhältnis der Höhe zur Länge des Fahnentuches ist wie drei zu fünf.“ „Die Dienstflagge der Landesbehörden ist die Landesflagge, die in der Mitte, etwas nach der Stange hin verschoben, in den grünen und roten Streifen je bis zu einem Fünftel übergreifend, das Landeswappen zeigt.“ |
| Land Rheinland-Pfalz         | Landes- und Dienstflagge 2:3 | „Landesfarben und Landeswappen bestimmt ein Gesetz.“ „Die Landesfarben sind schwarz-rot-gold.“ „Das Landeswappen hat die Form des heraldischen Rundschildes. Dieser ist durch eine aufsteigende eingebogene Spitze gespalten und zeigt rechts in silbernem Feld ein rotes durchgehendes Kreuz, links in rotem Feld ein silbernes sechsspeichiges Rad und in der aufsteigenden schwarzen Spitze einen rotgekrönten, rotbewehrten goldenen Löwen. Das Wappen ist von einer goldenen Volkskrone (Weinlaub) überhöht.“ „Die Landesflagge zeigt in drei gleich breiten Querstreifen von oben nach unten die Farben Schwarz, Rot und Gold. In der oberen Ecke an der Stange, bis in die Hälfte des roten Querstreifens übergreifend, befindet sich das Landeswappen. Die Landesflagge kann die Form einer Hißfahne, einer Hängefahne und eines Banners haben.“ |
| Saarland                     | Landes- und Dienstflagge 3:5 | „Die Landesfarben sind Schwarz-Rot-Gold. Das Landeswappen wird durch Gesetz bestimmt.“ „Die Landesfarben sind Schwarz-Rot-Gold. Die Flagge des Saarlandes hat die Form eines Rechtecks, dessen Breite sich zur Länge wie drei zu fünf verhält, und zeigt in drei gleich breiten Querstreifen von oben nach unten die Landesfarben. Auf dem roten Streifen steht in der Mitte, in den schwarzen und in den goldenen Streifen je bis zur Hälfte übergreifend, das Landeswappen. Die Landesflagge kann auch in der Form Banners gesetzt werden.“ „Das Wappen des Saarlandes zeigt in einem gevierten Halbrundschild: oben rechts einen goldgekrönten silbernen Löwen in blauem, von silbernen Kreuzen besätem Feld, oben links in Silber ein rotes geschliffenes Balkenkreuz, unten rechts in Gold einen roten Schrägrechtsbalken, belegt mit drei gestümmelten silbernen Adlern, unten links in Schwarz einen rotgekrönten, rotbewehrten goldenen Löwen.“ |
| Freistaat Sachsen            | Landesflagge 3:5 | „Die Landesfarben sind Weiß und Grün. Das Landeswappen zeigt im neunmal von Schwarz und Gold geteilten Feld einen schrägrechten grünen Rautenkranz. Das Nähere bestimmt ein Gesetz.“ „Die wappenführenden Stellen, mit Ausnahme der Mitglieder des Landtags und der Notare, sind berechtigt, auf der Landesflagge das Wappen zu zeigen (Landesdienstflagge).“ „1. Die Landesflagge besteht aus zwei gleich breiten Querstreifen, oben weiß, unten grün; das Verhältnis der Höhe zur Länge des Fahnentuches ist 3 zu 5. Die Landesflagge kann auch in Form eines Banners geführt werden. Das Banner besteht aus zwei gleich breiten Längsstreifen, links weiß, rechts grün. 2. Die Dienstflagge der Landesbehörden (Landesdienstflagge) besteht aus der Landesflagge (siehe Nummer 1) zusätzlich mit dem mittig angeordneten sowie in den weißen und den grünen Streifen je zur Hälfte übergreifenden Landeswappen in einfacher Schildform darauf; das Verhältnis der Höhe zur Länge des Flaggentuches ist 3 zu 5. Wird die Landesdienstflagge in Bannerform verwendet, ist das Landeswappen parallel zu den Längsstreifen, in den weißen und den grünen Teil je zur Hälfte übergreifend, mittig ausgerichtet.“ |
| Freistaat Sachsen            | Dienstflagge 3:5 | „Die Landesfarben sind Weiß und Grün. Das Landeswappen zeigt im neunmal von Schwarz und Gold geteilten Feld einen schrägrechten grünen Rautenkranz. Das Nähere bestimmt ein Gesetz.“ „Die wappenführenden Stellen, mit Ausnahme der Mitglieder des Landtags und der Notare, sind berechtigt, auf der Landesflagge das Wappen zu zeigen (Landesdienstflagge).“ „1. Die Landesflagge besteht aus zwei gleich breiten Querstreifen, oben weiß, unten grün; das Verhältnis der Höhe zur Länge des Fahnentuches ist 3 zu 5. Die Landesflagge kann auch in Form eines Banners geführt werden. Das Banner besteht aus zwei gleich breiten Längsstreifen, links weiß, rechts grün. 2. Die Dienstflagge der Landesbehörden (Landesdienstflagge) besteht aus der Landesflagge (siehe Nummer 1) zusätzlich mit dem mittig angeordneten sowie in den weißen und den grünen Streifen je zur Hälfte übergreifenden Landeswappen in einfacher Schildform darauf; das Verhältnis der Höhe zur Länge des Flaggentuches ist 3 zu 5. Wird die Landesdienstflagge in Bannerform verwendet, ist das Landeswappen parallel zu den Längsstreifen, in den weißen und den grünen Teil je zur Hälfte übergreifend, mittig ausgerichtet.“ |
| Land Sachsen-Anhalt          | Landesflagge 3:5 | „Die Landesfarben sind gelb und schwarz. Das Nähere über Wappen, Flaggen und Siegel regelt ein Gesetz.“ „Das Landeswappen zeigt im geteilten Schild, oben neunmal geteilt, die Farben gold über schwarz, schrägrechts belegt mit einem grünen Rautenkranz sowie links – in Höhe der oberen fünf Teilungen – im silbernen Freifeld einen schwarzen Adler mit goldener Bewehrung und roter Zunge. Das untere Feld zeigt in Silber einen schreitenden schwarzen Bären auf einer schwarzgefugten roten Zinnenmauer mit offenem Tor.“ Die Landesflagge wird durch § 3 des Hoheitszeichengesetzes vom 27. April 2017 bestimmt: „Die Landesflagge besteht aus zwei gleich breiten Querstreifen in den Landesfarben gelb und schwarz und trägt in der Mitte das Landeswappen. Das Verhältnis der Höhe zur Länge des Fahnentuchs ist wie drei zu fünf. Die Landesflagge kann von jedermann verwendet werden.“ |
| Land Schleswig-Holstein      | Landesflagge 3:5 | „Das Landeswappen zeigt in gespaltenem Schild links auf goldenem Grund zwei blaue, nach innen gewandte, rot bewehrte, schreitende Löwen, rechts in Rot ein silbernes Nesselblatt.“ […] „Die Landesfarben sind blau-weiß-rot. Die Landesflagge zeigt die Landesfarben von oben nach unten in drei gleichbreiten Querstreifen. Die Höhe der Landesflagge verhält sich zu ihrer Länge wie 3:5. Die Dienstflagge ist die Landesflagge; sie zeigt in der Mitte das Landeswappen.“ |
| Land Schleswig-Holstein      | Dienstflagge 3:5 | „Das Landeswappen zeigt in gespaltenem Schild links auf goldenem Grund zwei blaue, nach innen gewandte, rot bewehrte, schreitende Löwen, rechts in Rot ein silbernes Nesselblatt.“ […] „Die Landesfarben sind blau-weiß-rot. Die Landesflagge zeigt die Landesfarben von oben nach unten in drei gleichbreiten Querstreifen. Die Höhe der Landesflagge verhält sich zu ihrer Länge wie 3:5. Die Dienstflagge ist die Landesflagge; sie zeigt in der Mitte das Landeswappen.“ |
| Freistaat Thüringen          | Landesflagge 1:2 | „Die Landesfarben sind weiß-rot. Das Wappen des Landes bildet ein aufrecht stehender, achtfach rot-silber gestreifter, goldgekrönter und goldbewehrter Löwe auf blauem Grund, umgeben von acht silbernen Sternen.“ „Die Landesflagge besteht aus je einem gleich breiten weißen und roten Längsstreifen. Breite und Länge der Flagge müssen mindestens ein Verhältnis von 1 zu 2 besitzen. Die Landesdienstflagge ist die Landesflagge, die in der Mitte das Landeswappen jeweils senkrecht zeigt. Landesflagge und Landesdienstflagge können in senkrecht oder waagerecht gestreifter Form nach dem Muster der Anlage 2 oder Anlage 3 verwendet werden.“ |
| Freistaat Thüringen          | Dienstflagge 1:2 | „Die Landesfarben sind weiß-rot. Das Wappen des Landes bildet ein aufrecht stehender, achtfach rot-silber gestreifter, goldgekrönter und goldbewehrter Löwe auf blauem Grund, umgeben von acht silbernen Sternen.“ „Die Landesflagge besteht aus je einem gleich breiten weißen und roten Längsstreifen. Breite und Länge der Flagge müssen mindestens ein Verhältnis von 1 zu 2 besitzen. Die Landesdienstflagge ist die Landesflagge, die in der Mitte das Landeswappen jeweils senkrecht zeigt. Landesflagge und Landesdienstflagge können in senkrecht oder waagerecht gestreifter Form nach dem Muster der Anlage 2 oder Anlage 3 verwendet werden.“ |

## Flaggen der historischen Länder
Am 25. April 1952 gingen die Länder Baden, Württemberg-Baden und Württemberg-Hohenzollern im neu gegründeten Land Baden-Württemberg auf.
| Land                          | Flagge | Kommentare |
| ----------------------------- | ------ | --- |
| Land Baden                    | 3:5    | „Die Landesfarben sind gelb-rot. Die badische Flagge besteht aus zwei gelben und einem roten Längsstreifen von gleicher Breite.“ |
| Land Württemberg-Baden        | 3:5    | „Die Staatsfarben sind Schwarz-Rot-Gold.“                                                                                        |
| Land Württemberg-Hohenzollern | 3:5    | „Die Staatsfarben sind Schwarz-Rot. Ein Gesetz bestimmt das Staatswappen.“                                                       |